# کورگان گارا تپه
کورگان گارا تپه (به ترکی آذربایجانی: Kurgan Kara-Tapa) یک منطقهٔ مسکونی در جمهوری آذربایجان است که در شهرستان ایمیشلی واقع شده‌است.